# Rebel Extravaganza
Rebel Extravaganza – czwarty album studyjny norweskiej grupy blackmetalowej Satyricon. Wydawnictwo ukazało się 6 września 1999 roku nakładem wytwórni muzycznych Nuclear Blast i Moonfog Productions. Reedycja płyty została wydana w 2006 roku przez Nuclear Blast, jako wersję ekskluzywną z bonusem w postaci piosenki "Intermezzo II". Album zadebiutował na 32. miejscu norweskiej listy sprzedaży. Z kolei w Finlandii płyta Rebel Extravaganza uplasował się na 27. miejscu listy sprzedaży. Do utworu "Filthgrinder", który promował płytę zaplanowano realizację teledysku, który ostatecznie nie powstał.
Nagrania zostały zarejestrowane pomiędzy marcem a czerwcem 1999 roku w Ambience Studios. Gościnnie w nagraniach wzięli udział m.in. Gylve "Fenriz" Nagell członek formacji Darkthrone; klawiszowiec Geir Bratland ówczesny członek zespołu Apoptygma Berzerk oraz Snorre "S.W. Krupp" Ruch lider grupy Thorns. W ramach promocji czwartej płyty zespół odbył europejską trasę koncertową. Koncerty Satyricon poprzedzały grupy Behemoth i Hecate Enthroned. Trasa została udokumentowana na wydawnictwie Roadkill Extravaganza, które ukazało się w 2001 roku nakładem Moonfog Productions.

## Lista utworów
Opracowano na podstawie materiału źródłowego.
1. "Tied in Bronze Chains" – 10:56
2. "Filthgrinder" – 6:39
3. "Rhapsody in Filth" – 1:38
4. "Havoc Vulture" – 6:45
5. "Prime Evil Renaissance" – 6:13
6. "Supersonic Journey" – 7:49
7. "End of Journey" – 2:18
8. "A Moment of Clarity" – 6:40
9. "Down South, Up North" – 1:13
10. "The Scorn Torrent" – 10:23

| Wersja Delux |
| --- |
| 1. "Tied in Bronze Chains" – 10:56 2. "Filthgrinder" – 6:39 3. "Rhapsody in Filth" – 1:38 4. "Havoc Vulture" – 6:45 5. "Prime Evil Renaissance" – 6:13 6. "Supersonic Journey" – 7:49 7. "End of Journey" – 2:18 8. "A Moment of Clarity" – 6:40 9. "Down South, Up North" – 1:13 10. "The Scorn Torrent" – 10:23 11. "I.N.R.I." (cover Sarcófago) - 2:10 12. "Nemesis Divina (Clean Vision Mix)" - 5:15 13. "Blessed From Below (Melancholy Opression Longing)" - 6:03 |

## Twórcy
Opracowano na podstawie materiału źródłowego.
| - Sigurd "Satyr" Wongraven - wokal prowadzący, gitara rytmiczna, gitara prowadząca, gitara basowa, syntezatory, aranżacje, produkcja muzyczna, miksowanie, mastering, muzyka, słowa, kierownictwo artystyczne - Kjetil-Vidar "Frost" Haraldstad - perkusja - Anders Odden - gitara rytmiczna (utwory 1, 5, 6) - S.W. Krupp - gitara rytmiczna, gitara prowadząca, efekty (utwory 2, 8, 10) - Bjørn Boge - bezprogowa gitara basowa (utwór 10) - Lasse Hafreagen - organy hammonda (utwór 4) - Geir Bratland - syntezatory (utwór 6) | - Gylve "Fenriz" Nagell - instrumenty perkusyjne (utwory 4, 5) - Stelbis - chór (utwór 9) - Ro - efekty - Mike Hartung - inżynieria dźwięku, miksowanie - Espen Berg - mastering - Alysia Cooper, Satyricon - makijaż - Satyricon, Sidske Van Der Voss - stylizacja - Marcel Lelienhoff - zdjęcia - Union - dizajn |

## Wydania
| Rok  | Nr katalogowy                    | Format                          | Wytwórnia           | Region          | Źródło |
| ---- | -------------------------------- | ------------------------------- | ------------------- | --------------- | ------ |
| 1999 | FOG 022                          | CD, Album                       | Moonfog Productions | Norwegia        | [ 7 ]  |
| 1999 | NB 418-2                         | CD, Album                       | Nuclear Blast       | Niemcy          | [ 7 ]  |
| 1999 | SPI 85CD                         | CD, Album                       | Spinefarm Records   | Finlandia       | [ 7 ]  |
| 1999 | NB 418-1, NB 418-12, 27361 64182 | LP, Album + 12", S/Sided, Album | Nuclear Blast       | Niemcy          | [ 7 ]  |
| 1999 | NB 0418-1                        | LP, Pic, Album, Ltd             | Nuclear Blast       | Niemcy          | [ 7 ]  |
| 1999 | MP-NB 037                        | Cass, Album                     | Mystic Production   | Polska          | [ 7 ]  |
| 2006 | NB 1675-2                        | CD, Album, Del                  | Nuclear Blast       | Niemcy          | [ 7 ]  |
| 2008 | BOBV085LP                        | 2xLP, Album, RE, Cle            | Back On Black       | Wielka Brytania | [ 7 ]  |
| 2008 | BOBV085LP                        | 2xLP, RE, Bla                   | Back On Black       | Wielka Brytania | [ 7 ]  |

## Pozycje na listach
| Lista                   | Kraj      | Pozycja |
| ----------------------- | --------- | ------- |
| Suomen virallinen lista | Finlandia | 27      |
| VG-lista                | Norwegia  | 32      |